# Østrigs økonomi
Østrigs økonomi kan karakteriseres som en veludviklet social markedsøkonomi med en struktur, der minder om Tysklands. Landets økonomi præges af den tætte tilknytning til netop Tyskland og den Den Europæiske Union. Medlemskabet af unionen har tiltrukket udenlandske investorer, også på grund af nærheden til de nye EU-lande i øst og syd. Langsom økonomisk vækst i Tyskland og resten af verden sænkede væksten til 1,2% i 2001. Væksten i 2005 var dog steget til ca. 2 %.
I 2004 var Østrig det fjerderigeste land i EU målt på BNI per indbygger, kun overgået af Luxembourg, Irland og Nederlandene.

## Bjergværksdrift
Bjergværksdrift har indenfor de seneste årtier mistet en del af sin betydning. Blyudvindingen i Bad Bleiberg i Kärnten, som kan spores helt tilbage til 800 f.Kr., er i dag indstillet ligesom mange af jernmalms- og brunkulsminerne. Følgende udvindes dog endnu i større målestok gennem bjergværksdrift:
- Salt (1.336 tons stensalt og 764.189 tons sydesalt)
- Jernmalm (2.091.995 tons, næsten udelukkende fra Erzberg i Steiermark)
- Magnesiumcarbonat (magnesit) (769.188 tons)
- Wolfram (400.000 tons)
- Olie (856.270 tons)
- Naturgas (1,75 mia. m³)

Hovedparten af de ca. 5.000 medarbejdere, der er beskæftiget med bjergværksdrift, arbejder imidlertid i sten-, grus eller sandgrubber.

## Land- og skovbrug
Østrigs land- og skovbrug er kendetegnet ved mange små bedrifter, særligt på grund af de mange bjergbønder. Siden 1960 er antallet af bedrifter halveret, mens bedrifternes arealstørrelse i tilsvarende periode er fordoblet. Tendensen går dermed i retning af større bedrifter, men 61 % har fortsat et dyrkningsareal på under 20 ha., mens kun 4 % har et dyrkningsareal på over 100 ha. I alt reduceres antallet af bedrifter årligt med ca. 5.000. Der er i dag omkring 190.000 land- og skovbrugsbedrifter, hvoraf knap 40 % drives af bjergbønder.
Der er 1,38 mio. ha. markdyrkningsareal i Østrig, hvoraf 56,3 % anvendes til kornproduktion, 11 % til olieplanter, 6,3 % til kløver og 1,6 % til kartofler. Største kornproducerende forbundsland er Niederösterreich, der har 60 % af landets samlede areal for korn (ekskl. majs).
Der er godt 32.000 vinbønder, der dyrker vin på 48.557 ha. hvoraf 75 % er hvidvin. Det største vinareal findes i Niederösterreich, som har 60 % af det samlede vindyrkningsareal efterfulgt af Burgenland med 30 %. Vin er samtidig et vigtigt landbrugsprodukt til eksport. Hovedaftager af vinen er med 2/3 Tyskland og derefter Schweiz og USA. I 1985 blevet vinproduktionen stærkt påvirket af "glycerol-skandalen", men Østrig har overvundet krisen og eksporter i dag mere flaskevin end nogensinde. I perioden 2000 – 2007 er mængden af eksporteret flaskevin steget 150 %. Danmark aftog i 2007 0,8 % af den samlede vineksport fra Østrig (målt i værdi), mens det i 2000 kun var 0,2 %.
Frugtproduktionen består primært af æbler, pærer, ferskner, abrikoser, blommer, kirsebær og valnødder, som dyrkes på i alt 7.669 ha. Steiermark er langt det største frugtproducerende forbundsland.
Dyreproduktionen består primært af svin, kvæg, får og geder. Svin står for 57 % af den samlede dyrebesætning i Østrig, mens kvæg står for 36 %.
På grund af de små bedriftstørrelser udsættes Østrigs landbrug for stigende konkurrencepres fra de nye EU-lande, og landet satser derfor i stigende omfang på kvalitetsprodukter samt bio- og økologiprodukter. Med en samlet andel på knap 10 % har Østrig den største tæthed af økologisk drevne landbrug i EU.
Skovdrift er også en betydende faktor på grund af de store skovarealer, hvorfra der leveres træ til forarbejdning i træ- og papirindustrien. Uforarbejdet træ eksporteres primært til det sydeuropæiske område.

## Turisme
Østrig har gode forudsætninger for turisme. Med Alpernes dominans i Østrig er der talrige muligheder for at dyrke alpin skisport. Særligt forbundslandene Vorarlberg, Tyrol og Salzburg tilbyder mange skiområder, som er veludstyret med svævebaner, stole- og skilifte. De store skiområder i de østrigske alper råder over mindst 50 forskellige liftanlæg og helt op til 100 km. ryddede skinedfarter. Områderne er imidlertid ikke altid sammenhængende, hvorfor der tilbydes buskørsel mellem skistederne. Også i de østlige forbundslande findes mange skiområder, som ofte kombineres med andre vintersportsmuligheder, f.eks. med langrendsløjper, kælkebaner og termalbade. Den alpine skisport er i Østrig en vigtig drivkraft for turismen og er en betydende erhvervsfaktor.
For sommerturismen spiller bjergene en stor rolle for aktiv ferie med bjergvandring og bjergbestigning. Landskabet giver endvidere mulighed wild-life oplevelser som rafting, rapelling, mountainbiking og paragliding. Det varme stabile sommervejr i den sydlige og sydøstlige del af landet giver endvidere gode muligheder for badeferie ved de mange søer, f.eks. Neusiedler See og Ossiacher See. Mange søer opnår ganske varme temperaturer på grund af lille gennemstrømning og intensiv solstråling. Også Bodensee i landets nordvestlige hjørne på grænsen til Tyskland og Schweiz er et populært mål for badeferie. 
Storbyturismen omfatter primært Wien og de 8 hovedstæder i forbundslandene. Mere end halvdelen af storbyturisterne besøger Wien, mens Salzburg og Innsbruck også er godt besøgt. Herefter følger Linz, Graz og Klagenfurt efterfulgt af de mindre byer Bregenz, St. Pölten og Eisenstadt. Østrig tilbyder kulturmæssigt mange oplevelser på grund af landets historisk betingede status som kulturudbyder. En række musikbegivenheder trækker hvert år et stort publikum til landet, f.eks. festspillene i Salzburg og Bregenz, der afholdes hvert år i juli og august, og Nytårskoncerten i Wiener Musikverein. Opera, klassisk musik og kunstudstillinger udgør en stor del af kulturudbuddet i Østrig.
Tal og fakta
- I 2006 blev der registreret 30,1 mio. gæster og 119,37 mio. overnatninger, hvilket er en stigning på 0,1 % i forhold til året før. 7 ud af 10 turister er udenlandske, hvoraf Tyskland tegner sig for halvdelen.
- Måneder med flest overnatninger er februar og juli/august. I 1970'erne og 80'erne havde sommerturismen den største betydning, men siden er vinterturismen stadigt tiltaget og i 2006 passerede antallet af overnatninger i vinterhalvåret for første gang sommerhalvårets.
- I 2006 foregik overnatningerne frem for alt i forbundlandene Tyrol (41,7 mio), Salzburg (23,3 mio), Kärnten (12,3 mio), Steiermark (9,7 mio) og Wien (9,3 mio). Østrigerne selv foretrækker forbundslandene Steiermark (6,2 mio), Salzburg (5,5 mio) og Kärnten (4,5 mio) som ferieophold. Den gennemsnitlige opholdsvarighed er 4 dage. Denne er indenfor de seneste 30 år blevet stadig kortere.
- I 2005 fandtes i Østrig 69.981 overnatningssteder med 1.064.403 senge. Østrig har små hoteller med gennemsnitligt 40 senge (til sammenligning har Danmark, Portugal, Cypern og Sverige over 100 senge pr. hotel).
- Omkring 10 % af erhvervsstyrken er ansat indenfor turisme og turismen udgør 9 % af bruttonationalproduktet.

## Virksomheder og handel
Østrig har en af verdens største industrisektorer, og industrien er kendetegnet ved at være moderne og produktiv. Virksomhedernes størrelse er primært små eller mellemstore. Virksomheder med under 10 ansatte udgør omkring 40 %, mens virksomheder med under 100 ansatte udgør knap 80 %. Den største andel af produktionen sker inden for maskin- og stålindustri, bilproduktion (f.eks. motorer og tilbehør), kemisk industri, møbelproduktion og til dels også elektro- og elektronikindustrien.
De gamle statslige industrier er hovedsageligt privatiseret. Det gælder f.eks.
- OMV AG, olie-, naturgas og kemikoncern med en omsætning på knap 19 mia. euro og knap 5.200 ansatte (2006)
- Voestalpine AG, stålkoncern med en omsætning på knap 7,1 mia. euro og 25.300 ansatte fordelt på 36 lande, hvoraf 60 % er ansat i Østrig
- VA Technologie AG, Teknologikoncern indenfor industriproduktion, energi og infrastruktur med en omsætning på knap 4 mia. euro og 17.000 medarbejdere, hvoraf 47 % er beskæftiget i Østrig (2003). Solgt til Siemens.
- Steyr Daimler Puch AG, metalforarbejdende industri indenfor køretøjer, knallerter/cykler og våben. Hovedparten solgt til Magna-koncernen. Er i dag opdelt i en række selvstændige selskaber
- Austria Metall AG (AMAG), aluminiumsindustri med en omsætning på 723 mio. euro og 1.530 medarbejdere (2005). I dag opdelt i en række forskellige selskaber.

Virksomheder indenfor servicesektoren udgør i dag den største del af det østrigske erhvervsliv. Først og fremmest turisme, handel og bankvirksomhed er repræsenteret indenfor sektoren. De østrigske banker nyder endnu i dag fordel af den i Østrig strenge bankhemmelighed. Efter indtrædelsen i EU blev anonymiteten ved almindelige bankkonti ophævet, men det gælder fortsat, at myndigheder ikke kan få kontooplysninger uden retlig tilladelse.
Nye arbejdspladser opstår i dag næsten udelukkende indenfor servicesektoren. Handel udgør den væsentligste del af servicesektoren med i alt 12 % af bruttonationalindkomsten.

## Samhandel
Østrigs handelsbalanceunderskud er indenfor de seneste år reduceret, således at landet i 2006 havde et underskud på 0,5 mio. euro. De største samhandelslande er Tyskland, USA, Italien, Schweiz, Frankrig, Tjekkiet og Ungarn, med Tyskland som det absolut største samhandelsland. 30 % af Østrigs samlede eksport går til Tyskland, mens 40 % af Østrigs samlede import kommer fra det nordlige naboland.
Østrigs samhandel med Danmark er forholdsvis lille. Således udgør Østrigs eksport til Danmark 0,5 % af den samlede eksport, mens importen fra Danmark udgør 0,5 % af den samlede import. Østrigs vareeksport til Danmark var dog stigende fra 2005 til 2006. I 2006 eksporterede Østrig varer til Danmark for 725,7 mio. euro, hvilket er en stigning på 11 % i forhold til året før. Østrigs import af varer fra Danmark var i samme periode faldende. Således importerede Østrig varer for 505 mio. euro i 2006, hvilket er et fald på 8 % i forhold til året før.
I forhold til den samlede handel med udlandet er de største importgrupper målt i værdi maskiner og køretøjer, olie og gas, kemiske og medicinske produkter, stål- og metalvarer samt beklædning. Største eksportgrupper målt i værdi er stål- og metalvarer, maskiner og køretøjer, kemiske og medicinske produkter, drikkevarer og træ.

## BNP og BNI
Østrigs bruttonationalprodukt var i 2004 på 231,8 mia. euro. Bruttonationalindkomsten (BNI) var 235,1 mia. euro, hvilket svarer til et BNI pr. indbygger på 28.880 euro (BNI pr. indbygger i Danmark i 2004 var 35.869 euro). Det er værd at bemærke, at omkring 5 % af BNI direkte eller indirekte har sammenhæng med Østrigs vintersport.

## Arbejdsløshed
I 3. kvartal 2007 var der 196.000 arbejdsløse i Østrig svarende til 4,6 % af arbejdsstyrken. Arbejdsløsheden blandt kvinder er markant højere end blandt mænd. Således var 104.600 kvinder arbejdsløse (5,4 %) mod 91.400 mænd (3,9 %).
Den i europæisk sammenhæng gunstige arbejdssituation skyldes bl.a. et meget lavt antal ældre arbejdstagere. I Østrig er kun 40 % af aldersgruppen 55 – 64 år i et beskæftigelsesforhold. Tendensen er imidlertid, at en større andel af denne gruppe bliver længere i beskæftigelse. I 2005 var således kun 32 % af denne gruppe i erhvervsstyrken. Stigningen tilskrives til dels en forbedret registrering af medhjælpende familiemedlemmer, der ofte er på deltid.

## Nøgletal
| Ændring i bruttonationalindkomsten (BNI), lb. priser | Ændring i bruttonationalindkomsten (BNI), lb. priser | Ændring i bruttonationalindkomsten (BNI), lb. priser | Ændring i bruttonationalindkomsten (BNI), lb. priser | Ændring i bruttonationalindkomsten (BNI), lb. priser | Ændring i bruttonationalindkomsten (BNI), lb. priser | Ændring i bruttonationalindkomsten (BNI), lb. priser | Ændring i bruttonationalindkomsten (BNI), lb. priser | Ændring i bruttonationalindkomsten (BNI), lb. priser | Ændring i bruttonationalindkomsten (BNI), lb. priser | Ændring i bruttonationalindkomsten (BNI), lb. priser |
| i % i forhold til året før                           | i % i forhold til året før                           | i % i forhold til året før                           | i % i forhold til året før                           | i % i forhold til året før                           | i % i forhold til året før                           | i % i forhold til året før                           | i % i forhold til året før                           | i % i forhold til året før                           | i % i forhold til året før                           | i % i forhold til året før                           |
| ---------------------------------------------------- | ---------------------------------------------------- | ---------------------------------------------------- | ---------------------------------------------------- | ---------------------------------------------------- | ---------------------------------------------------- | ---------------------------------------------------- | ---------------------------------------------------- | ---------------------------------------------------- | ---------------------------------------------------- | ---------------------------------------------------- |
| År                                                   | 1998                                                 | 1999                                                 | 2000                                                 | 2001                                                 | 2002                                                 | 2003                                                 | 2004                                                 | 2005                                                 | 2006                                                 |                                                      |
| Ændring i % ift forr. år                             | 3,9                                                  | 4,0                                                  | 5,2                                                  | 2,6                                                  | 2,3                                                  | 2,4                                                  | 4,4                                                  | 3,9                                                  | 5,1                                                  |                                                      |
| Kilde: Statistik Austria                             |                                                      |                                                      |                                                      |                                                      |                                                      |                                                      |                                                      |                                                      |                                                      |                                                      |

| År                       | 2004 | 2005 | 2006 | År                        | 2004 | 2005 | 2006 |
| BNI i mia. euro          | 236  | 245  | 258  | BNI pr. indb. (1000 euro) | 28,9 | 29,8 | 31,1 |
| Kilde: Statistik Austria |      |      |      |                           |      |      |      |

| Udvikling i inflationen og statsoverskud | Udvikling i inflationen og statsoverskud | Udvikling i inflationen og statsoverskud | Udvikling i inflationen og statsoverskud | Udvikling i inflationen og statsoverskud | Udvikling i inflationen og statsoverskud           | Udvikling i inflationen og statsoverskud           | Udvikling i inflationen og statsoverskud           | Udvikling i inflationen og statsoverskud           | Udvikling i inflationen og statsoverskud           |
| Udvikling i inflationen                  | Udvikling i inflationen                  | Udvikling i inflationen                  | Udvikling i inflationen                  | Udvikling i inflationen                  | Udvikling i statsoverskud                          | Udvikling i statsoverskud                          | Udvikling i statsoverskud                          | Udvikling i statsoverskud                          | Udvikling i statsoverskud                          |
| i % i forhold til året før               | i % i forhold til året før               | i % i forhold til året før               | i % i forhold til året før               | i % i forhold til året før               | i % af BNI („minus“ = Underskud på statsbudgettet) | i % af BNI („minus“ = Underskud på statsbudgettet) | i % af BNI („minus“ = Underskud på statsbudgettet) | i % af BNI („minus“ = Underskud på statsbudgettet) | i % af BNI („minus“ = Underskud på statsbudgettet) |
| ---------------------------------------- | ---------------------------------------- | ---------------------------------------- | ---------------------------------------- | ---------------------------------------- | -------------------------------------------------- | -------------------------------------------------- | -------------------------------------------------- | -------------------------------------------------- | -------------------------------------------------- |
| År                                       | 2004                                     | 2005                                     | 2006                                     | 2007                                     | År                                                 | 2003                                               | 2004                                               | 2005                                               | 2006                                               |
| Inflationsrate                           | 2,1                                      | 2,3                                      | 1,5                                      | ~ 2,2                                    | Stats- overskud                                    | - 1,5                                              | - 2,0                                              | - 1,9                                              | - 1,7                                              |
| Kilde: Statistik Austria                 |                                          |                                          |                                          |                                          |                                                    |                                                    |                                                    |                                                    |                                                    |

| Største samhandelspartnere (2006) | Største samhandelspartnere (2006) | Største samhandelspartnere (2006) | Største samhandelspartnere (2006) |
| Eksport (i %) til                 | Eksport (i %) til                 | Import (i %) fra                  | Import (i %) fra                  |
| --------------------------------- | --------------------------------- | --------------------------------- | --------------------------------- |
| Tyskland                          | 30,3                              | Tyskland                          | 41,5                              |
| Italien                           | 8,9                               | Italien                           | 6,9                               |
| USA                               | 5,9                               | Frankrig                          | 3,5                               |
| Schweiz                           | 4,2                               | USA                               | 3,3                               |
| Frankrig                          | 3,8                               | Tjekkiet                          | 3,2                               |
| alle EU-lande samlet              | 69,9                              | alle EU-lande samlet              | 73,7                              |
| Kilde: Statistik Austria          |                                   |                                   |                                   |

| Udvikling i samhandel                      | Udvikling i samhandel                      | Udvikling i samhandel                      | Udvikling i samhandel                      | Udvikling i samhandel                      | Udvikling i samhandel                      | Udvikling i samhandel                      | Udvikling i samhandel                      | Udvikling i samhandel                      |
| i mia. euro og ændring i.f.t. året før i % | i mia. euro og ændring i.f.t. året før i % | i mia. euro og ændring i.f.t. året før i % | i mia. euro og ændring i.f.t. året før i % | i mia. euro og ændring i.f.t. året før i % | i mia. euro og ændring i.f.t. året før i % | i mia. euro og ændring i.f.t. året før i % | i mia. euro og ændring i.f.t. året før i % | i mia. euro og ændring i.f.t. året før i % |
| ------------------------------------------ | ------------------------------------------ | ------------------------------------------ | ------------------------------------------ | ------------------------------------------ | ------------------------------------------ | ------------------------------------------ | ------------------------------------------ | ------------------------------------------ |
|                                            | 2003                                       | 2003                                       | 2004                                       | 2004                                       | 2005                                       | 2005                                       | 2006                                       | 2006                                       |
|                                            | Mia. euro                                  | % ift forr. år                             | Mia. euro                                  | % ift forr. år                             | Mia. euro                                  | % ift forr. år                             | Mia. euro                                  | % ift forr. år                             |
| Import                                     | 80,9                                       | 5,0                                        | 91,1                                       | 12,5                                       | 96,5                                       | 5,9                                        | 104,2                                      | 8,0                                        |
| Eksport                                    | 78,9                                       | 1,9                                        | 89,8                                       | 13,9                                       | 94,7                                       | 5,4                                        | 103,7                                      | 9,5                                        |
| Balance                                    | - 2,1                                      |                                            | - 1,2                                      |                                            | - 1,8                                      |                                            | - 0,5                                      |                                            |
| Kilde: Statistik Austria                   |                                            |                                            |                                            |                                            |                                            |                                            |                                            |                                            |